# Гиренко, Юрий Анатольевич
Юрий Анатольевич Гиренко (8 августа 1964, Николаевка, Донецкая область, Украина — 23 июля 2017) — российский историк и публицист, политолог, политтехнолог. Кандидат исторических наук. Заместитель главного редактора интернет-газеты Взгляд.ру в 2007—2008.
Автор книг «Новая русская революция» (2005), «До и после Путина» (2008), цикла статей о русской интеллигенции на портале «Либерти.ру» (2009).

## Биография
Юрий Анатольевич Гиренко родился 8 августа 1964 года в Николаевке Донецкой области, Украина.
В 1981 году поступил на исторический факультет Ростовского государственного университета и окончил его с отличием в 1986. В 1990 году окончил аспирантуру кафедры новой и новейшей истории РГУ, защитил диссертацию в Саратовском государственном университете и получил степень кандидата исторических наук в 1991. До 1998 года преподавал в РГУ.
В 1996—1999 — политический обозреватель газеты «Вечерний Ростов». В 2000 — ведущий программы и председатель редакционного совета радио «Эхо Ростова»
В 2001—2007 годы заместитель главного редактора журнала «Общая тетрадь». В 2005—2007 — эксперт МШПИ. В 2007—2008 годах — заместитель главного редактора газеты Взгляд. В 2009—2011 годах — заместитель главного редактора журнала «ВВП». С 2011 жил в Ростове-на-Дону, работал политическим консультантом в различных регионах России.

## Политическая деятельность
- С декабря 1989 по октябрь 1990 был членом КПСС. Входил в «Демократическую платформу КПСС».
- С октября 1990 по январь 1991 года — член Республиканской партии России.
- С 1993 года работает в качестве политического консультанта в избирательных кампаниях.
- С июня 1994 по январь 1996 года — помощник депутата Государственной Думы Аллы Амелиной, член политсовета Ростовского регионального отделения партии Демократический выбор России (ДВР).
- В 1996—2000 помощник депутата Государственной Думы Михаила Емельянова, консультант Ростовского регионального отделения партии «Яблоко».
- В 1997—1999 политический обозреватель газеты «Вечерний Ростов».
- В 1998 году окончил Московскую школу политических исследований (МШПИ) Елены Немировской.
- В 1999 — председатель Ростовского регионального отделения движения «Новая сила» Сергея Кириенко.
- В 2000 ведущий программ и председатель редакционного совета радио «Эхо Ростова».
- В 2001 году переселился в Москву. В 2001—2007 гг. был заместителем главного редактора журнала «Общая тетрадь» (МШПИ), в 2001—2003 — помощником председателя Совета Федерации Сергея Миронова.
- В 2002—2003 годы работал в фонде Открытая Россия Михаила Ходорковского.
- В 2004—2005 — один из лидеров партии «Новые правые» (не зарегистрирована) — член правления и сопредседатель идеологической комиссии.
- С мая 2007 по 24 декабря 2008 года — заместитель главного редактора газеты «Взгляд».
- В 2009—2011 годах — заместитель главного редактора журнала «ВВП».
- С 2011 политконсультант-фрилансер.

## Научная деятельность
В 2005 году Юрий Гиренко издаёт книгу «Новая русская революция». Из аннотации к книге: «В конце XX века в России произошла революция, до сих пор не опознанная и не осознанная современниками (даже теми, кто её делал) — так полагает политический аналитик и публицист Юрий Гиренко. Книга «Новая русская революция» посвящена осмыслению событий в России и вокруг неё на рубеже тысячелетий».
В 2008 году выходит книга «До и после Путина». Из предисловия Марины Юденич: «Интересно отметить, что книга написана не про Путина. Точнее, не только и не столько про Путина, сколько про генезис путинской эпохи и наследие, оставленное ею. Это попытка понять, что происходит с Россией в течение последних двух десятилетий — и может произойти дальше…»
Гиренко является постоянным автором аналитических статей в журналах и известных российских порталах. Его статьи читают и обсуждают. Так, о цикле статей на «Либерти.ру», российский критик Тимур Василенко рассуждает в своей статье "Юрий Гиренко «Цикл статей об интеллигенции»: «Что такое вообще „интеллигент“? Исключительно русское понятие, Протеем ускользающее от определений. Собственно, анализу этого понятия и посвящён цикл статей Юрия Гиренко. Все как надо — с появления её в XIX веке по настоящее время. История всегда интересна и, как бы это сказать, не очень актуальна — интересно, конечно, откуда взялись разночинцы и почему они стали интеллигенцией; даже понятно, почему тогда интеллигенция была именно такой…»
Мнение политолога Гиренко часто используют для своих публикаций средства массовой информации России и СНГ.

## Книги
- Гиренко Ю. А. До и после Путина: реакционные рефлексии. — М.: АСТ, 2008. — С. 410. — ISBN 978-5-17-053118-9 ; ISBN 978-5-9713-9223-1
- Гиренко Ю. А. Новая русская революция: опыты политического осмысления. — М.: Московская школа политических исследований, 2005. — С. 212. — ISBN 5-93895-067-8 ; ISBN 978-5-93895-067-2